# Live Aid
Live Aid là một đêm nhạc diễn ra vào ngày 13 tháng 7 năm 1985 do Bob Geldof và Midge Ure tổ chức nhằm gây quỹ giúp giảm thiểu nạn đói đang diễn ra ở Ethiopia. Được quảng bá là một "máy hát tự động toàn cầu", sự kiện được tổ chức đồng thời tại Sân vận động Wembley ở Luân Đôn, Vương quốc Anh (với sự tham gia của 72.000 người) và Sân vận động John F. Kennedy ở Philadelphia, Pennsylvania, Hoa Kỳ (với sự tham gia của khoảng 100.000 người). Cùng ngày, các buổi hoà nhạc khác lấy cảm hứng từ đêm nhạc trên cũng được tổ chức tại nhiều quốc gia, chẳng hạn như Úc và Đức. Đây là một trong những cầu truyền hình vệ tinh và chương trình phát sóng có quy mô lớn nhất mọi thời đại; ước tính có khoảng 1,9 tỷ người xem trên toàn cầu ở 150 quốc gia theo dõi trực tiếp.

## Bối cảnh
Buổi hòa nhạc Live Aid năm 1985 đã được tạo ra như một sự tiếp nối cho single từ thiện thành công "Do They Know It's Christmas?", cũng là đứa con tinh thần của Geldof và Ure. Vào tháng 10 năm 1984, hình ảnh của hàng triệu người chết đói ở Ethiopia đã được chiếu ở Anh trong báo cáo của BBC Buerk của BBC News về nạn đói năm 1984.

## Quá trình hợp tác
Buổi hoà nhạc bắt đầu vào lúc 12:00 giờ chuẩn của Anh (7:00 giờ chuẩn Bắc Mỹ) tại Sân vận động Wembley ở Vương quốc Anh. Ở Sân vận động John F. Kennedy tại Hoa Kỳ, chương trình bắt đầu lúc 13:51 giờ chuẩn của Anh (8:51 giờ chuẩn Bắc Mỹ). Chương trình tại sân Wembley kết thúc lúc 22:00 giờ chuẩn của Anh (17:00 EDT). Chương trình tại sân JFK và toàn bộ buổi biểu diễn tại Mỹ kết thúc lúc 04:05 giờ chuẩn của Anh ngày 14 tháng 7 (23:05 giờ chuẩn Bắc Mỹ). Như vậy, tuy chương trình chỉ kéo dài 16 tiếng, nhưng nếu tính riêng thời lượng của các màn trình diễn diễn ra đồng thời ở cả hai địa điểm, thì tổng thời lượng của chương trình còn dài hơn nhiều. Ý tưởng tổ chức một màn song ca xuyên lục địa ban đầu là của Mick Jagger và David Bowie, trong đó Bowie sẽ hát ở Luân Đôn còn Jagger hát tại Philadelphia. Do gặp vấn đề về đồng bộ nên giải pháp khả thi nhất là phải có một ca sĩ, có thể là Bowie ở Wembley, hát nhép băng thu âm sẵn theo bản phối trực tiếp đang được thực hiện cho Jagger ở Philadelphia. Kỹ sư âm thanh kỳ cựu David Richards (Pink Floyd và Queen) được mời đến để hoà âm sao cho cả Jagger và Bowie đều có thể thể hiện ở hai địa điểm riêng biệt này. Đài BBC sau đó phải đảm bảo rằng âm thanh phải khớp nhau mà đồng thời hình ảnh hai nghệ sĩ biểu diễn cũng phải khớp. Hình ảnh sau đó sẽ được vệ tinh gửi xuống các trạm phát sóng trên khắp thế giới. Do có độ trễ về thời gian (tín hiệu phải mất vài giây để vượt qua Đại Tây Dương) Richards kết luận rằng không có cách nào khả thi để Jagger có thể nghe và nhìn thấy Bowie lập tức, có nghĩa rằng hai nghệ sĩ sẽ không thể tương tác với nhau, phá hỏng bản chất của ý tưởng. Nhưng trên tất cả hai nghệ sĩ này từ chối không hát nhép trong một sự kiện được coi là có tính lịch sử như vậy. Thay vào đó, Jagger và Bowie hợp tác với Richards để dựng một video clip bài hát họ dự định biểu diễn, một bản hát lại của ca khúc "Dancing in the Street". Video được chiếu trên màn hình của cả hai sân vận động và cũng được phát sóng trên nhiều mạng lưới truyền hình trên thế giới.
Kết thúc ba phần chính của buổi biểu diễn là hai bài hát chống đói nghèo quy tụ dàn sao của từng lục địa: buổi biểu diễn ở Anh kết thúc bằng bài "Do They Know It's Christmas?" của Band Aid, buổi biểu diễn ở Mỹ kết thúc bằng ca khúc "We Are the World" của USA for Africa (và cũng là ca khúc kết thúc toàn bộ sự kiện này).

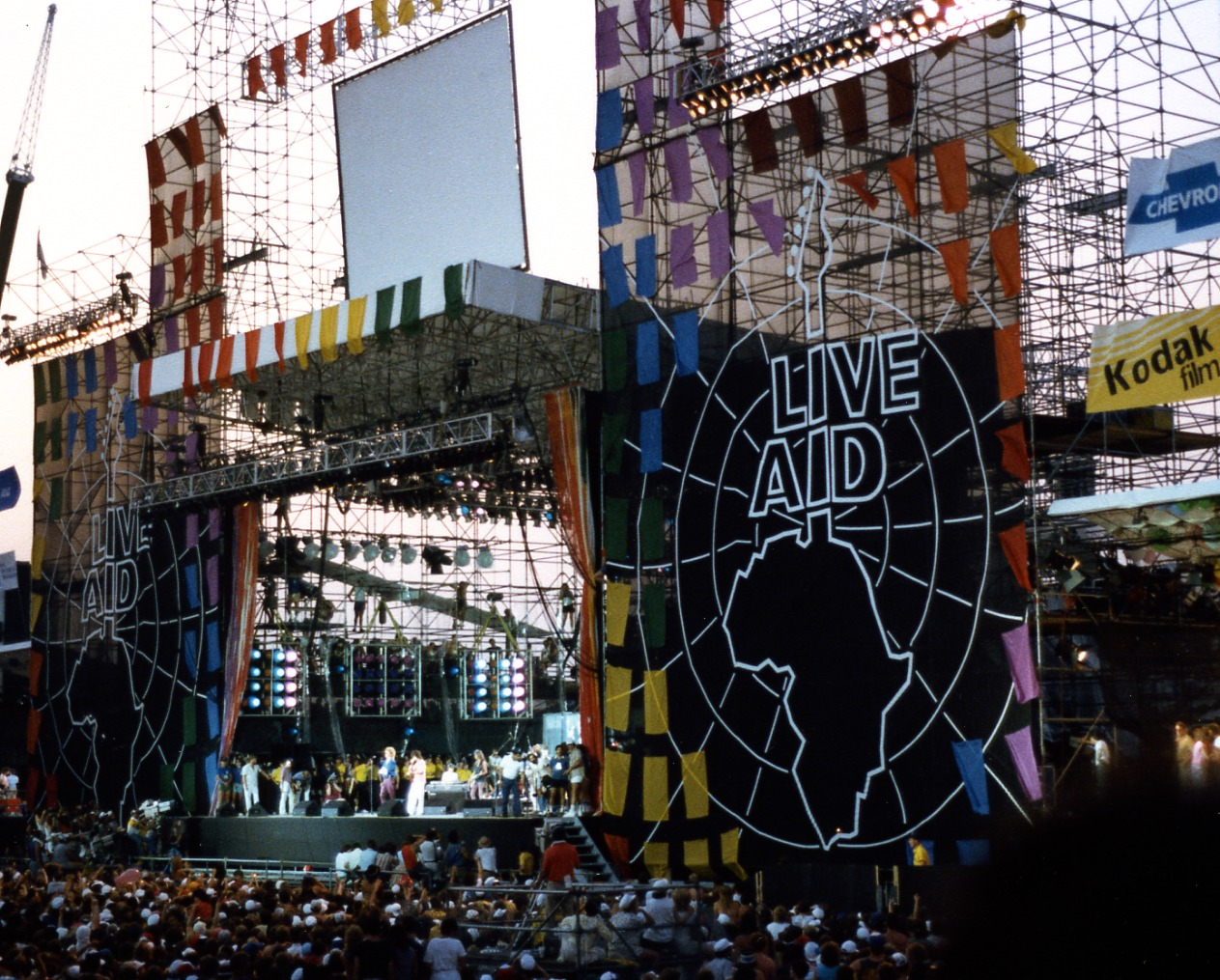
Hòa nhạc tại Sân John F. Kennedy ở Philadelphia

Các nhà tổ chức sau này đã nói rằng họ đặc biệt thích thú với ý tưởng có ít nhất một thành viên còn sống của nhóm nhạc The Beatles, lý tưởng nhất là Paul McCartney, tham gia đêm nhạc bởi họ cho rằng có một 'chính khách lớn tuổi' đại diện cho âm nhạc Anh sẽ khiến các nhà lãnh đạo chính trị mà mục tiêu của chương trình hướng tới để ý đến. McCartney đồng ý biểu diễn và nói rằng "các nhà quản lý" của ông – tức các con ông – đã thuyết phục ông tham gia. Trong sự kiện này, ông là người biểu diễn cuối cùng (không tính bài kết của Band Aid) trên sân khấu và là một trong số ít trường hợp gặp phải lỗi kỹ thuật; micro của ông trục trặc trong hai phút đầu ông biểu diễn piano ca khúc "Let It Be", khiến cho các khán giả xem truyền hình khó nghe tiếng đàn còn những người ở sân vận động thì hoàn toàn không nghe được. Sau đó ông đã đùa rằng lúc ấy ông định thay lời bài hát thành "There will be some feedback, let it be" (Sẽ có người phản hồi lại đây, nhưng mặc kệ nó).
Phil Collins biểu diễn ở cả hai sân vận động Wembley và JFK, sử dụng máy bay Concorde để di chuyển từ Luân Đôn tới Philadelphia. Nhân vật truyền hình nổi tiếng của Anh Noel Edmonds lái chiếc máy bay trực thăng đưa Collins tới Sân bay Heathrow để kịp đáp chuyến bay. Bên cạnh các màn trình diễn cá nhân của ông ở cả hai địa điểm, ông còn chơi trống cho Eric Clapton, và biểu diễn cùng các thành viên còn sống tái hợp của ban nhạc Led Zeppelin ở JFK. Trên chuyến bay Concorde, Collins tình cờ gặp nữ diễn viên và ca sĩ Cher, cô nói rằng cô hoàn toàn không nghe nói đến chương trình Live Aid. Tuy nhiên khi tới Mỹ cô đã đến đêm nhạc ở Philadelphia và xuất hiện trong phần trình diễn hạ màn của đêm nhạc, ca khúc "We Are the World".
Một cuốn sách chính thức của đêm nhạc được Bob Geldof biên soạn trên cơ sở hợp tác với nhiếp ảnh gia Denis O'Regan.